# Amarante do Maranhão
Amarante del Maranhão es un municipio brasilero del estado del Maranhão. Su población estimada en 2009 es de 37.388 habitantes, siendo 24.162 mujeres y 22.565 hombres.

## Himno
La letra del himno del municipio fue creado por el poeta y político Benedito Batista Pereira.

## Vivienda
- Domicilios: 6160
- Domicilios Urbanos: 2096
- Domicilios Rurales: 4003
- Aglomerados Rurales: 729

Fuente: IBGE, Conteo de la población 1996.

## Empresas Registradas
- Empresas Registradas: 98
- Industrias Agropecuárias: 2
- Industrias de Pesca: 0
- Industrias Extractoras: 0
- Industrias de Transformación: 7
- Energía Gas Agua: 1
- Construcción: 1
- Comercio y Similares: 58
- Alojamento y Alimentación: 1
- Transporte Armazenagem y Comunicación: 1
- Financieras: 1
- Imobiliarias y Servicios: 2
- Administración y Seguridad Pública: 0
- Educación: 1
- Salud y Servicios Sociales: 2
- Otras: 21

Fuente: IBGE, Catastro Central de Empresas 1996.

## Trabajadores
- Total de Trabajadores: 125

Fuente: IBGE, Catastro Central de Empresas 1996.

## Tierras Indígenas
Se encuentran dentro del municipio de Amarante do Maranhão las siguientes áreas de tierras indígenas homologadas:
- 83% de Araribóia, 345.569 ha, indígenas Guayayara y Awás
- 100% de Morrobranco, 49 ha, indígenas Guayayara
- 20% de Krĩkati,  29.000 ha, indígenas Timbira Krikatí.

## Agropecuaria
- Establecimientos Agropecuários: 3774
- Área de los Establecimientos: 218180ha
- Ocupación con Plantaciones: 10441ha
- Ocupación con Pastizales: 75352ha
- Ocupación con Bosques: 99509ha
- Números de Bovinos: 70591
- Números de Porcinos: 10266

Fuente: IBGE, Censo Agropecuário 1995-1996.